# Rhytiphora basalis
Rhytiphora basalis là một loài bọ cánh cứng trong họ Cerambycidae.